# William Copeland Trimble
William Copeland Trimble (* 8. November 1851; † 24. Januar 1941 in Enniskillen) war ein irischer Zeitungsverleger und Autor.
Trimble besuchte die Portora Royal School in Enniskillen, aus der auch Oscar Wilde und Samuel Beckett hervorgingen. Er versuchte sich danach in verschiedenen Berufen, u. a. als Rechtsanwalt und Sänger. Ab 1868 ging er bei dem Dubliner Drucker und Zeitungsverleger Alexander Thom in die Lehre. 1875 wurde er Juniorpartner seines Vaters William Trimble beim The Impartial Reporter, der seit 1825 Eigentümer dieser nach dem Belfast News Letter und dem Derry Journal drittältesten Zeitung Irlands war. 1883 wurde er selbst Leiter der in Enniskillen beheimateten Zeitung.
Politisch engagierte sich Trimble ab 1880 in der Irish Land League. Nach dem Land Law Act von 1881 distanzierte er sich von der League und gründete die Fermanagh Tenant Right Association, deren Bezirkssekretär er mehrere Jahre war. Diese setzte sich wie die League für die Rechte der Landpächter ein, distanzierte sich aber von deren militantem Nationalismus.
Bezüglich der Home Rule nahm Trimble eine unionistische Position ein. Er schloss sich ab 1886 den liberalen Unionisten um Joseph Chamberlain an, unterstützte vor dem Ersten Weltkrieg Edward Carsons Kampagne gegen ein irisches Parlament in Dublin und stellte selbst eine Reitertruppe für dessen Ulster Volunteer Force auf. Zwischen 1919 und 1921 veröffentlichte er eine dreibändige Geschichte von Enniskillen (The History of Enniskillen With Reference to Some Manors in co. Fermanagh, and Other Local Subjects). 1941 starb er nach einem Schlaganfall im Krankenhaus seiner Heimatstadt. Der Impartial Reporter blieb bis nach dem Tod seiner Enkelin Joan Trimble im Besitz der Familie und wurde 2006 an die Ulster News Group verkauft.